# د اوسوز
'}}  جانتان سولوفا فوتا' (به انگلیسی: Jonathan Solofa Fatu) (زاده ۲۲ اوت ۱۹۸۵) یک گروه تگ تیم در کشتی حرفه‌ایبا جی اوسو هستند. این دو برادر دوقلو که بیشتر با نام رینگی د اوسوز (به انگلیسی: The Usos) شناخته می‌شوند، در حال حاضر استخدام کمپانی دبلیودبلیوئی هستند. جیمی در برند اسمک‌داون قرار داردو جی در برندراو جایی که در آن طولانی ترین قهرمانی کمربند‌های تگ تیم اسمک‌داون و راو با ۲۰۶+ روز را در کارنامه خود ثبت کرده اند. آن‌ها همچنین عضو گروه بلودلاین (شامل سولو سیکوا، رومن رینز و پاول هیمن) بودند، ولی در2023 از هک خارج شده‌اند.
اما در سال 2024 جایی که رومن و جیمی در حال نابودی بلادلاین فیک یعنی سولو سیکوا وجیکوب فاتو و تاما تانگا وتانگا لوا بودند بلااخره  جی اوسو و  سمی زین اورجینال بلادلاین را ساختند و به جنگ با بلادلاین فیک رفتند.
فینیشر های آنها عبارتند از ( وان دی،سوپر کیک،اوسوز اسپلش و اسپیر)
سولو اسکوا برادر، و رکیشی پدر آنهاست.